# Исланд
Исланд (исл. Ísland) независна је острвска држава смештена на граници између Атлантског и Северног леденог океана, на северозападу европског континента. Држава обухвата територију површине око 103.000 km², а поред главног острва у њеном саставу се налази још 36 мањих острва. Са популацијом од свега око 400.000, односно у просеку са око 3,89 становника по квадратном километру, Исланд је не само најређе насељена држава у Европи, већ и једна од 20 најређе насељених држава на свету. Готово две трећине популације живи у главном и највећем граду Рејкјавику и његовој ближој околини, а већи градови су још и Коупавогир, Хабнарфјердир и Акирејри. Основу популације чине Исланђани, народ германског порекла, а највећа национална мањина су Пољаци који су се на острво у знатнијем броју доселили почетком 21. века.
Геолошки гледано Исланд је острво вулканског порекла смештено на сеизмички веома активном и нестабилном подручју Средњоатлантског гребена. Његов рељеф је последица константне колизије вулканског и глацијалног процеса, због чега је острво познато под називом „земља ватре и леда”. Исланд је познат по својим активним вулканима (Хекла, Ејафјадлајекидл, Суртсеј), геотермалним изворима, ледницима (Ватнајекидл, Лангјекидл) и фјордовима. Иако се налази тек нешто јужније од Арктичког поларника, захваљујући топлој Голфској струји која протиче крај његових обала, приобални делови Исланда имају умерену климу са прохладним летима. Највећи део земље налази се у зони тундре.
Према средњовековном рукопису Ланднаумабоук („Књига о насељавању”) први насељеници острва били су нордијски колонизатори који су се 874. године предвођени Ингоулвиром Артнарсоном населили на југозападу острва, код данашњег Рејкјавика. Најјача имиграциона струја на острву и током наредних неколико векова долазила је из Норвешке, а колонизатори су са собом доводили и слуге и робове углавном гелског порекла. Прва исландска држава, Исландска Слободна Држава, формирана је око 930. године када су се на локалитету Тингвелир по први пут састале локалне старешине основавши Алтинг (веће), званично најстарију народну скупштину на свету. Након скоро три века самосталности, средином 13. века, острво постаје прво делом Норвешке Краљевине, потом Калмарске Уније, а од прве половине 16. века и Данске. Године 1918. острво обнавља своју независност са оснивањем Краљевине Исланд, парламентарне монархије на чијем челу је званично био дански краљ Кристијан X. Становници острва су се на референдуму одржаном у јуну 1944. определили за укидање монархије и успостављање републике. У првим деценијама независности, Исланд је био једна од најсиромашнијих европских држава чија привреда се ослањала искључиво на рибарство и скромну пољопривреду. Успешно спроведена индустријализација рибарског сектора и новац из пројекта „Маршаловог плана” за обнову после Другог светског рата, у кратком времену су Исланд претворили у једну од најразвијенијих и најздравијих светских економија. Током 1994. Исланд постаје чланом Европске економске заједнице, што је довело до диверзификације националне привреде и интензивног развоја финансијског сектора.
Исландска привреда почива на тржишној економији са релативно ниским стопама опорезивања. Држава спроводи нордијски социјални систем који свим грађанима омогућава једнак приступ здравственим и образовним институцијама. Исланд се налази на врху свих лествица у сфери економских, политичких и друштвених слобода и родне равноправности. Исландска лутеранска црква, која има званичан статус националне цркве, прва је хришћанска црквена заједница на чијем челу се као надбискуп налази жена. Године 2016. Исланд је по степену друштвеног развоја сврстан на девето место према Индексу хуманог развоја УН-а, односно на прво место Индекса глобалног мира. Привреда у потпуности почива на обновљивим изворима енергије, а у новије време туризам постаје једна од водећих привредних делатности.
Исландска култура је у најужој вези са својим скандинавским коренима, а већина исландског становништва су потомци првобитних нордијских и гелских досељеника. Исландски језик, који припада подгрупи северногерманских језика, проистекао је из старонордијског језика и данас је најближи неким дијалектима норвешког, те ферјајрском језику. Један од најпознатијих симбола исландске културе су средњовековне исландске саге, а посебно збирка Саге о Исланђанима које се сматрају бисером средњовековног литерарног стваралаштва на тлу северне Европе.
Исланд је пуноправни члан НАТО-а и једина чланица тог војног савеза која званично нема војску, уз изузетак лако наоружане обалне страже која се брине о сигурности националних граница.

## Етимологија
Географија Исланда умногоме је утицала на етимолошку историју острва. Прво познато име које се конкретно односило на само острво је Снајланд (Snæland), односно Снежна земља, а у том облику помиње се у „Сагама о Исланђанима” (исл. Íslendingasögur) из 9. века. Према једној од тих сага, острво је сасвим случајно открио ферјарски Викинг по имену Надод (старонордијски: Naddoðr, исл. Naddoður, ферј. Naddoddur) који се на свом путовању ка Фарским острвима изгубио у магли и ношен морским струјама случајно доспео на источну обалу Исланда, код данашњег насеља Рејдарфјердир. Током његовог боравка на острву у једном тренутку је почео да пада густ снег због чега је Надод острво назвао „Снежном земљом”. Неколико деценија касније шведски викинг Гардар Сваварсон први је опловио острво које у том периоду постаје познато као „Гардарово острво” (ст. норд: Garðarshólmur)
Савремено име вероватно потиче из друге половине IX века и његовим творцем се сматра викиншки морепловац Флоуки Вилгјердарсон, који је боравећи на месту садашњег Исафјердира видео бројне санте леда у оближњем фјорду, што га је нагнало да цело подручје назове „Земљом леда”. Према легенди Вилгјердарсон је такво име дао острву са намером да обесхрабри будуће колонизаторе, који би по имену закључили да се ради о негостољубивом подручју на коме се не налази ништа вредно освајања. А стварност је била таква да се климатска слика Исланда у средњем веку умногоме разликовала од данашње, клима је на подручју северног Атлантика била знатно топлија (средњовековни топли период) и чак четвртина острва је била прекривена шумама (у поређењу са садашњих свега један одсто).
Старонордијски топоним Ísland настао је као кованица од речи ísur или íss („лед”) и land („земља”). Савремени назив острва, односно државе Исланд у српском језику представља транслитеризовану форму изворног назива.

## Географија
Република Исланд је острвска држава смештена на самој граници акваторија Атлантског океана на југу и Северног леденог океана на северу. Северне и северозападне обале острва запљускују воде Гренландског мора, док је на југоистоку Норвешко море. Најближе копнене површине су такође острва, Гренланд на западу (удаљен око 290 km), Фарска Острва (око 420 km), Шетландска острва и Спољни Хебриди (оба архипелага на око 740 km), Оркнијска острва и северна обала Шкотске (око 750 km) на југоистоку, те острво Јан Мајен (на удаљености од 570 km) на северу. Најближи део континенталне Европе је западна обала Норвешке удаљена око 970 km у смеру истока, док је северна обала Лабрадора која лежи на удаљености од око 2.070 km најближи део континенталног дела Северне Америке.
Свега неколико километара северније од северне обале главног острва налази се Арктички поларни круг који пролази преко средине маленог острва Гримсеј (површине 5,3 km²). Државна територија се протеже између 63° и 68° северне географске ширине, односно од 13° до 25° западне географске дужине.
Најсевернија тачка Исланда лежи на северној обали острва Колбејнсеј на координатама 67° 08′ 09″ N 18° 41′ 03″ W / 67.13583° С; 18.68417° З, јужни екстрем се налази на острву Суртсеј на 63° 17′ N 20° 35′ W / 63.283° С; 20.583° З, најзападнија тачка је рт Бјаргтангар који се налази на 65° 30′ N 24° 32′ W / 65.500° С; 24.533° З (уједно и најзападнија тачка Европе), а источни екстрем је малено острво Квалбакур на 64° 35′ N 13° 14′ W / 64.583° С; 13.233° З. Највиша тачка је планина Кванадалснјукир чији највиши врх лежи на надморској висини од 2.100 метара, док је најнижа тачка на дну језера Јекилсаурлоун које је 146 метара испод нивоа светског мора. Просечна надморска висина је 557 метара. Исланд нема копнену антиподалну тачку, а најближа копнена маса његовом антиподу је антарктичко острво Јанг које припада Новом Зеланду.
Република Исланд обухвата територију укупне површине 103.125 km², од чега копно чини 100.329 km², а унутрашње водене површине око 2.796 km². По површини државне територије Исланд је приближне величине као Јужна Кореја или Бугарска. На главно острво отпада 101.826 km² што га чини 18. острвом по величини у свету, односно другим острвом по величини у Европи, одмах после Велике Британије. Исланду припадају и територијалне воде на удаљености од 12 наутичких миља од обале (односно 22,2 km), док се ексклузивна економска зона протеже на 200 наутичких миља од обала (370,4 km) и поклапа се са границом континенталног шелфа. Укупна дужина обалне линије је 4.970 km.

### Геологија
Геолошки гледано, територија Исланда је релативно младо и тектонски активно копно. Исланд лежи на дивергентној граници између Северноамеричке плоче на западу и Евроазијске плоче на истоку, чију границу у северном Атлантику представља Средњоатлантски гребен, подводни планински масив формиран ефектом тектонике плоча. Део тог гребена који укључује и Исланд назива се Рејкјанским гребеном и једини је већи део Средњоатлантског гребена који се налази на копну, а најпознатији локалитет на острву преко ког пролази овај гребен је рифтна зона Тингвелир. Исланд је уједно и највећа копнена маса на свету која се налази на неком средњоокеанском гребену. Испод самог гребена налази се магматска врућа тачка — ”Исландска врућа тачка” — из које се магма преко бројних пукотина изливала на површину, и на тај начин довела до формирања савременог исландског копна.
Стене које леже у основи исландског копна су релативно младе и све су формиране током последњих 25 милиона година, док су се прве стене издигле изнад нивоа мора пре око 16 до 18 милиона година. Прве стене које се налазе у основи исландског копна формиране су у епохи раног миоцена, док су најстарије стене које се налазе изнад нивоа мора нешто млађе и настале су током средњег миоцена. Око половине исландског копна геолошки је старо између 9 и 20 милиона година. Највећи утицај на геолошки састав и геоморфологију Исланда имали су тектоника плоча и исландска врућа тачка. У основи Исланд представља базалтни плато који се издигао из мантла више од 3.000 метара, а на формирање копна велику улогу је имала и интензивна вулканска активност која се и даље одвија дуж рифтне зоне.
Исландско копно се константно шири услед процеса ширења океанског дна дуж средњоатлантског гребена о чему сведочи постојање трансформних раседа на том подручју. Због тога се исландска територија годишње шири за просечно 2,5 cm, а сам процес ширења је нешто интензивнији у смеру запада. Током милиона година, плоче су се помериле више стотина километара са обе стране дивергентне границе. Из тог разлога су стене, које се налазе најближе граници, најмлађе, а њихова старост се повећава идући даље од границе.
Западни и северозападни део острва састављен је од терцијарних базалтних формација и највећим делом је старији од 3 милиона година. Источно се пружају стене староплеистоценске старости из зоне угаслих вулкана старе око 700.000−3 милиона година. Стене вулкански активног Средњоатлантског гребена су млађе од 700.000 година и стално се обнављају. Источно од вулкански активне зоне налази се источни део зоне угаслих вулкана, који се још зове „Сива базалтна формација”.
Исландско копно се у зависности од времена настанка може поделити на 4 стратиграфска слоја:
- постглацијално копно − старост између 9.000 и 13.000 година;
- горње-плиоценско копно − старост до 0,7 милиона година;
- плио-плеистоценско копно − старост од 0,7 до 3,1 милиона година;
- терцијарно копно − копнене масе старије од 3,1 милион година.

Терцијарно подручје обухвата класичне серије платоа типичне за фјордовске пејзаже источног Исланда, те за највећи део на северу и западу острва, а терцијарне стене покривају око половине укупне површине. Плио-плеистоцене стене прекривају око четвртине територије између терцијарних подручја и неовулканске зоне. Зона горњо-плеистоцених стена која чини четвртину копна подељена је на два дела: прву зону чине токови лаве формирани у постглацијалном периоду, а друга зона су субглацијални слојеви лаве и хијалокластичне стене које су најбоље очуване на гребенима и заравњеним планинским врховима. Постглацијално копно је геолошки најмлађе и покрива око 10% територије.
- Мост преко рифта на југозападу Исланда
- Део Пингвелирског гребена
- Мапа вулканске активности на Исланду
- Рифт Алманагјау у Тингвелиру
- Топографско-батиметријска мапа северног Атлантика
- Настанак острва Суртсеј услед вулканске ерупције 1963. године.

#### Исландска вулканска зона
Исланд је једно од најактивнијих и лавично најпродуктивнијих копнених подручја на свету и ту је присутан готово сваки облик вулканске ерупције и лаве, са учесталошћу вулканских ерупција од ≥20 током једног века и са изливима магме од ≥5 km³ у истом периоду. На Исланду се могу наћи готово сви облици вулканске активности, а највећи део те активности отпада на мафични магматизам и вулканизам. Савремени вулканизам ограничен је на подручје неовулканских зона где се налази 30 активних вулканских система одговорних за највећи део холоценских ерупција. Према геолошким анализама, у последњих 11 хиљада година на подручју исландске вулканске зоне десило се око 2.400 вулканских ерупција, а у истом периоду изливено је око 566±100 km³ магме. Од тог броја приближно 500 ерупција су имале изливни карактер, док су остатак чиниле експлозивне ерупције са субглацијалним мафичним вулканизмом (удео у свим ерупцијама око 77%). У постглацијалном периоду забележено је око 50 мафичних ерупција са просечно око 1 km³ изливног материјала по ерупцији, што чини удео од око 2% свих ерупција. Највећи проценат постглацијалних ерупција, са уделом од преко 80%, остварен је у источној вулканској зони где је изливено преко 60% све магме. Преко 70% свих мафичних ерупција (са изливима од 258 km³) десило се у периоду старости од 5.000 до 11.000 година, док је остатак вулканске активности млађи од 5.000 година, а вулкански најактивнији је био период старости између 10.000 и 11.000 година у ком је излучено око 70 km³ магме.
Неке од најјачих експлозивних вулканских ерупција у Европи десиле су се управо на овом подручју, и током тих ерупција наталожили су се моћни тефрра слојеви који данас имају улогу временских капсула у холоценским седиментима, и због свега тога Исланд се данас сматра идеалном природном лабораторијом за вулканолошка истраживања. Неовулканска зона на Исланду обухвата подручје површине око 30.000 km² подељено на неколико мањих вулканских система који се протежу дуж активних рифтних зона. Свака вулканска зона може имати један главни вулкан или неколико фисура, а многе од њих имају обоје. Активни период сваке од зона је између 0,5 и 1,5 милиона година. Фисуре се углавном протежу линијски субпаралелно са вулканском зоном у дужини од 50 до 200 km, ширине 5 до 20 km, док је централни вулкан углавном најмасивнији објекат у зони и главно средиште вулканске активности. На Исланду је регистровано укупно 30 активних вулканских система, а највише их је у источној и западној вулканској зони са 8, односно 6 вулкана. Површина сваког од система креће се од 25 до 2.500 km², односно дужине од 7 до преко 200 km. Највећи вулкански систем је Баурдарбунга-Вејдиветн, док је најмањи систем Хроумундартиндур. На 19 вулканских система регистровано је постојање укупно 23 централна вулкана, док 4 система садрже два централна вулкана (системи Хофсјекидл, Тунгнафјелсјекидл, Баурдарбунга и Гримсветн - најактивнији вулкански систем на острву). Двадесет система има развијене вулканске фисуре, а од тог броја 12 фисура су у зрелом стадијуму развоја, док су 4 у ембрионалној фази. Рачунајући и угасле вулкане, на Исланду се налази укупно 130 вулкана, од чега је њих 18 бар једном еруптирало од насељавања острва током 900. година. Највиши вулкан је Ерајфајекидл чији врх се налази на 2.119 метара надморске висине.
Једна од најразорнијих вулканских ерупција у историји Исланда била је ерупција вулкана Лаки која се десила 1783−1784. и која је имала катастрофалне последице по становништво острва, али и на цео континент. Ерупција је за последицу имала угинуће готово половине животињске популације на острву, што је довело до смрти готово четвртине исландске популације. Облаци отровних гасова створили су ефекат стакленика над Европом и довели до стварања мини леденог доба које је довело до глади широм континента. Са продукцијом од око 15 km³ лаве, ерупција вулкана Лаки се сматра највећом у историјском периоду. Године 1963. (10. новембра) дошло је до снажне подморске ерупције на дубини од око 130 метара, а свега четири дана касније на површини океана појавило се ново острво које је названо Суртсеј − најмлађе острво на свету.
- Еволуција рифтних зона на Исланду
- Штитасти вулкан Ејафјадлајекидл
- Стратовулкан Хекла
- Калдера Аскја
- Поље лаве Рејкјахлид
- Фисура вулкана Лаки

### Рељеф
Рељефну основу унутрашњости Исланда чини пространа вулканска висораван - Исландски плато (исл. Miðhálendið) − коју чине сва подручја са надморским висинама између 200 и 1.000 метара, што чини око 75% исландске територије. На Исландском платоу се налазе најразличитији облици рељефа, морене, глечери, ледена поља, камене и пешчане пустаре, гејзири, речне долине и језера. Висоравни су проходне само за теренска возила и то искључиво током летњих месеци. Исландски плато се сматра једним од највећих пустињских подручја у Европи.
Висоравни на Исланду се деле у две категорије:
- хаулси (исл. Háls) − мања узвишења у виду гребена између речних долина,
- хејди (исл. Heiði) − класичне висоравни (типичан пример је висораван Спренгисандур).

Највеће поље стврднуте лаве на Исланду је локалитет Оудаудахрејн (исл. Ódáðahraun), налази се на североистоку острва северно од глечера Ватнајекидл. Површина поља се креће између 4.440 и 5.600 km². Изнад поља се издижу вулкани Аскја и Хердубрејд. Најстарији слојеви лаве на овом подручју потичу из периода од пре 9.000 година, док су најмлађи површински слојеви стари тек неколико деценија. На самом пољу се налази неколико штитастих вулкана, а највећи међу њима су Тредладингја (исл. Trölladyngja) и Кетилдингја.
Глечери и ледене капе (или платоски глечери) заузимају површину од око 11.400 km², што чини око 11,1% државне територије, и имају изванредно велики утицај на геоморфолошке и климатолошке прилике на острву. На Исланду се налази више ледених површина него у остатку континенталне Европе, а у исландском језику јекидл (исл. jökull) представља глечер.
Значајан број исландских глечера прекрива калдере активних вулкана, па се тако активни вулкани Гримсветн (калдера површине 100 km²) и Баурарбунга (калдера око 60 km²) налазе испод највећег исландског глечера Ватнајекидла. У ситуацијама када дође до вулканске или неке друге геотермалне активности, на дну глечера долази до отапања леда и стварања ледничког језера чија вода под притисцима избија на површину узрокујући бујичне поплаве. Такав геоморфолошки прцес на Исланду се назива јекилхлејп (исл. jökulhlaup).
Укупна површина пет највећих глечера је 10.934 km². Површински највећи ледници су Ватнајекидл (површина 8.300 km², запремина 3.100 km³), Лангјекидл (953 km², 195 km³), Хофсјекидл (925 km², 208 km³), Мирдалсјекидл (596 km², 140 km³) и Дрангајекидл (160 km²).
Један од најпознатијих облика рељефа на Исланду су и гејзири, водоскоци вреле воде и гасова који избијају из тла. Најпознатији исландски гејзир је Гејсир, чије име је у научној литератури усвојене за назив ове геоморфолошке појаве. Гејсир се налази на југоистоку Исланда, његове ерупције нису у правилним размацима, а током сваке од њих водоскок вреле воде достиже висину и до 70 метара. Свега педесетак метара јужније налази се и гејзир Слокур који еруптира сваких 6 до 10 минута, а просечна висина воденог стуба је око двадесетак метара.
- Ерупција гејзира Строкур
- Ерупција Гејсира
- Сателитски снимак ледника Ватнајекидл
- Ледник Дрангајекидл
- Исландски плато

### Хидрографија
Речна мрежа Исланда је доста густа, а главна одлика исландских река су кратки токови, велике брзине тока и изразито висок хидропотенцијал. Највећи део река има леднички режим храњења, а по правилу највиши водостаји су током лета када долази до интензивнијег топљења ледника. Реке које теку преко Исландског платоа неретко у вулканским стенама усецају дубоке кањонске долине, а познате су и по бројним и високим водопадима. У ситуацијама када вулканска активност узрокује интензивније топљење глечерског леда, отопљена воде се у виду бујица креће речним коритом и плави околна нижа земљишта. Због велике снаге воде у рекама интензитет ерозије речног дна је изузетно висок. У зависности од типа и концентрације еродираног материјала, боја воде у рекама варира од млечно беле до смеђе. Алувијални материјал реке таложе у равницама и уз обалу формирајући тако наплавне алувијалне равнице. Речна корита су доста широка и плитка, због чега ни једна од исландских река није пловна, чак ни за мања пловила. Реке су богате рибом, посебно златовчицом, атлантским лососом и поточном пастрмком.
Све исландске реке теку од унутрашњости острва ка океанима, и припадају сливовима Атлантског и Северног леденог океана. Највећа река на Исланду је Тјоурсау са дужином од 237 km (просечан проток око 380 m³/s), док највећи проток има река Елфисау, просечно око 440 m³/s. Дужином тока издвајају се још и реке Јекилсау ау Фједлум (206 km), Квитау (185 km), Скјаулфандафлјоут (178 km), Јекилсау ау Дал (150 km), Лагарфлјоут (140 km), Хјерадсветн (130 km) и Бланда (125 km). Реке Итри Рангау и Ејстри Рангау су познате по великим популацијама лососа.
Реке Исланда су специфичне и по бројним водопадима. Највиши водопад је Морсаурфос (Morsárfoss) висок 240 метара, а постао је видљив тек 2007. када се део ледника који га је прекривао отопио. Висином се још истичу и водопади Глимир (196 m) на маленој реци Ботнсау, Хаујфос (122 m), Хенгифос (118 m) и Динјанди (око 100 метара). Најпродуктивнији по количини воде је водопад Детифос са просечним протоком од 193 m³/s (висина око 44 m, на реци Јекилсау ау Фједлум).
Исланд је познат по бројним језерима, највећи део њих је ледничког порекла, знатно ређе тектонског порекла. Исландска језера су површински углавном мањих димензија, 27 језера има површину већу од 5 km², док 55 језера има површину од 1 до 5 km². Укупан број језера са површином већом од 10 хектара је 1.850. Површински и запремински два највећа језера на острву су Тингвадлаватн (84 km², дубина до 114 метара) и Тоурисватн (око 83 km², дубина 109 метара). Најдубља су језера Јекилсаурлоун (248 м) и Ескјиватн (220 м, језеро у ствари представља водом испуњену калдеру), али им дубина често варира услед вулканских активности и топљења глечера. Језеро Миватн (површине 37 km²) настало је након што је лавични ток преградио корито реке Лаксе. На пешчаним обалама се налазе бројне лагуне, а највећа међу њима је лагуна Хоуп површине 30 km².
Захваљујући геотермалној активности на Исланду се налазе бројни топли извори чија топлота се користи за загревање домова и пољопривредних површина, те за рад парних електрана. Најпознатији међу њима је извор Дејлдартингиквер који је са температуром воде од 97 °C уједно и најтоплији извор у Европи. Издашност извора је око 180 литара по секунди. Недалеко од града Гриндавика налази се вештачко термално језеро Блауа лоунид (исл. Bláa lónið, у преводу Плава лагуна), један од туристичких симбола Исланда. Језеро је испуњено минералном водом са високим концентрацијама силицијум-диоксида и сумпора и температурама воде од 37–39 °C.

### Климатске карактеристике
Највећи утицај на климу Исланда имају два фактора — географска ширина и топла Северноатлантска струја, односно њен северни крак познат као Ирмингерова струја која протиче крај југозападних обала острва. Захваљујући топлим морским струјама које протичу крај његових обала, климатска слика Исланда има знатно умереније одлике у поређењу са другим локалитетима на истим географским ширинама. Према Кепеновој класификацији климата, на Исланду се издвајају два основна типа климе — субполарна океанска клима (Cfc) у обалним подручјима на југозападу, југу и западу земље, те клима тундре (Кепен ET) у унутрашњости острва.
Захваљујући маритимним утицајима и топлим морским струјама, зиме су на Исланду доста благе, и у том делу године просечне температуре ваздуха се крећу од 0 °C на југу до −10 °C у северним деловима. Најниже температуре у северном делу острва, те у унутрашњости, крећу се у вредностима између −25 и −30 °C, док је апсолутни измерени минимум имао вредност од −39,7 °C. Просечне јулске температуре ваздуха крећу се у вредностима између 10 и 13 °C на југу, а за време најтоплијих дана температуре се пењу и до 25 °C. Апсолутни максимум у вредности од 30,5 °C измерен је у источној регији 1939. године. Просечан број сунчаних сати на подручју око Рејкјавика је око 1300, што је слично подручјима у Шкотској и Ирској који су много јужније. Захваљујући топлим морским струјама обале Исланда су слободне од леда током целе године.
Временска слика Исланда је веома динамична, а нагле и бурне промене времена у кратком периоду нису ретка појава, и често се дешава да се у току само једног дана „временски промене” сва четири годишња доба. Промене тог типа најчешће се дешавају у унутрашњости током зимских месеци, када долази до наглих, и често драматичних, промена времена, које се огледају у наглом паду температура ваздуха, јаким ударима ветра и обилним падавинама.
Јаки ветрови су знатно учесталији на висоравнима у унутрашњости, иако нису непознати и у низијским подручјима. Тако ветрови јачине око 18 м/с у низијским подручјима дувају у просеку између 10 и 20 дана годишње, док је број дана са јаким ветровима на висоравнима преко 50 на годишњем нивоу. Најјача измерена брзина ветра у десетоминутном трајању износила је 62,5 м/с, док је најснажнији удар ветра икада измерен имао интензитет од 74,2 м/с. Хладни и изразито јаки ветрови који дувају са глечера са собом могу да носе и огромне количине ситног материјала проузрокујући праве „пешчане олује”. Такви олујни ветрови најчешћи су почетком лета у сувим подручјима северно од глечера Ватнајекидл. Олује праћене грмљавином су доста ретка појава и јављају се углавном у јужном делу острва са учесталошћу од мање од 5 на годишњем нивоу. Углавном се формирају у летњем делу године услед продора топлих ваздушних маса из континенталног дела Европе. Муње се на Исланду много чешће повезују са вулканским ерупцијама и стубовима пепела и дима који се ослобађају током истих. Вулканске ерупције неретко могу послужити и као полазна основа за формирање мањих торнада и пијавица, а интензивније олује тог типа су изузетно ретка појава.
Током зимских месеци честа је појава поларне светлости, док се на острву Гримсеј које се налази северно од поларника у току лета јавља поноћно сунце, док у јужнијим деловима земље током лета постоји период од око две недеље континуиране дневне светлости (иако Сунце у том периоду залази на кратко).
Велики утицај на количину падавина на острву има и стабилно подручје ниског ваздушног притиска изнад Данског пролаза, познато и као Исландски циклон. Највлажнија су подручја на југу и југозападу са преко 2.000 mm падавина, док је најсувља северна обала са мање од 500 mm падaвина.
| Температура |         |         |         |         |        |         |         |         |         |        |         |         |
|             | 2,5−2,4 | 2,8−2,4 | 3,4−1,9 | 6,1−0,5 | 9,73,8 | 12,47,0 | 14,28,8 | 13,68,4 | 10,95,7 | 7,02,2 | 4,2−0,5 | 3,1−1,8 |
|             | јан     | феб     | мар     | апр     | мај    | јун     | јул     | авг     | сеп     | окт    | нов     | дец     |

| Падавине |     |      |      |     |      |      |      |      |      |      |      |      |
|          | 83  | 85,9 | 81,4 | 56  | 52,8 | 43,8 | 52,3 | 67,3 | 73,5 | 74,4 | 78,8 | 94,1 |
|          | јан | феб  | мар  | апр | мај  | јун  | јул  | авг  | сеп  | окт  | нов  | дец  |

| Температура |         |         |         |         |        |         |         |         |         |        |         |         |
|             | 2,5−2,4 | 2,8−2,4 | 3,4−1,9 | 6,1−0,5 | 9,73,8 | 12,47,0 | 14,28,8 | 13,68,4 | 10,95,7 | 7,02,2 | 4,2−0,5 | 3,1−1,8 |
|             | јан     | феб     | мар     | апр     | мај    | јун     | јул     | авг     | сеп     | окт    | нов     | дец     |

| Падавине |     |      |      |     |      |      |      |      |      |      |      |      |
|          | 83  | 85,9 | 81,4 | 56  | 52,8 | 43,8 | 52,3 | 67,3 | 73,5 | 74,4 | 78,8 | 94,1 |
|          | јан | феб  | мар  | апр | мај  | јун  | јул  | авг  | сеп  | окт  | нов  | дец  |

| Температура |         |         |         |         |         |         |         |         |         |        |         |         |
|             | 1,9−4,3 | 2,1−4,2 | 2,8−3,3 | 5,7−0,9 | 10,02,9 | 13,56,4 | 15,08,4 | 14,67,8 | 11,04,7 | 6,00,6 | 3,3−2,5 | 2,4−3,9 |
|             | јан     | феб     | мар     | апр     | мај     | јун     | јул     | авг     | сеп     | окт    | нов     | дец     |

| Падавине |      |      |      |      |      |      |      |      |      |      |      |     |
|          | 60,7 | 50,6 | 49,7 | 28,5 | 22,2 | 20,7 | 32,1 | 41,5 | 46,8 | 72,2 | 58,8 | 57  |
|          | јан  | феб  | мар  | апр  | мај  | јун  | јул  | авг  | сеп  | окт  | нов  | дец |

| Температура |         |         |         |         |         |         |         |         |         |        |         |         |
|             | 1,9−4,3 | 2,1−4,2 | 2,8−3,3 | 5,7−0,9 | 10,02,9 | 13,56,4 | 15,08,4 | 14,67,8 | 11,04,7 | 6,00,6 | 3,3−2,5 | 2,4−3,9 |
|             | јан     | феб     | мар     | апр     | мај     | јун     | јул     | авг     | сеп     | окт    | нов     | дец     |

| Падавине |      |      |      |      |      |      |      |      |      |      |      |     |
|          | 60,7 | 50,6 | 49,7 | 28,5 | 22,2 | 20,7 | 32,1 | 41,5 | 46,8 | 72,2 | 58,8 | 57  |
|          | јан  | феб  | мар  | апр  | мај  | јун  | јул  | авг  | сеп  | окт  | нов  | дец |

### Живи свет и екологија
Фитогеографски гледано, Исланд се налази у подручју Холарктичког флористичког царства и део је његове  Арктичке провинције Циркумбореалне регије. Вегетација на острву је доста ретка и тек једна четвртина територије је обрасла стабилним вегетационим покривачем, док је вегетација на две трећине површине изузетно ретка. Једна од најважнијих карактеристика исландске флоре је веома мало присуство васкуларних биљака, а према подацима из 1948. њихов укупан број је 483, што укључује и натурализоване биљне врсте. Међу монокотиледоним биљкама најраширеније су биљке из породица Cyperaceae са 53 врсте и Poaceae са 47 врста. Најбројније дикотиле су из породица Asteraceae са 47 врста и Caryophyllaceae са 28 врста. На острву расте око 560 врста маховина и преко 550 врста лишајева, те око 1200 врста гљива. На стенама уз обалу расте веома бујна литорална вегетација представљена са преко 220 врста алги.
Једино аутохтоно дрво на острву које формира шумске заједнице је маљава бреза (Betula pubescens) чије ретке шуме заузимају тек око 1% укупне територије (око 1.250 km²). Већина бреза на Исланду је нижа од 2 метра и има жбунасту форму, а свега око 2% дрвећа у шумама достиже висине од преко 8 метара. Међу аутохтоне врсте убрајају се и мукиња (Sorbus aucuparia) и врба Salix phylicifolia, док су у прошлости знатније ареале заузимале и јасике и клеке.
У периоду формирања првих људских насеобина на острву пре неких 1100 година, око трећина површине је била под ниским брезовим шумама, због чега је средњовековни исландски хроничар Ари Тиргилдсон у свом делу Íslendingabók писао о „шумама које се протежу од мора до планина”. Формирање сталних насеља негативно се одразило на острвску флору и целокупан биодиверзитет, сеча шума због огревног и грађевинског дрвета готово је у потпуности девастирала шумски фонд, док је увођење домаћих животиња, посебно оваца, имало негативан утицај на нижу вегетацију. Уништавање изворног биљног покривача довело је до интензивне ерозије земљишта која је чак три четвртине површина претворила у вегетацијски мртве површине. У последње време улаже се све више средстава у пошумљавање и обнављање шумског фонда. Највише дрво на острву, према подацима из 2013, је ситканска смрча засађена 1949. у јужном делу земље код села Киркјубајаурклејстур, са висином од 25,2 метра.
Популација копнених сисара на Исланду је веома скромна и представља је тек неколико врста. Међу њима, аутохтоне су само поларне лисице (Alopex lagopus) које су се на острво доселиле у време последњег леденог доба, и према неким проценама на том подручју обитава око 6.000 јединки. На острву се с времена на време могу појавити и поларни медведи који ту доплутају на леденим сантама са Гренланда. Међу „увезеним” копненим сисарима најбројнија је америчка видрица (Neovison vison) која је донесена на острво током 1930-их за потребе фарми крзна, а видрице које су успеле да побегну са фарми су се за кратко време рашириле широм острва и данас им се популација процењује на око 10.000 јединки. Међу увезеним врстама су и ирваси (врста Rangifer tarandus) који су као домаће животиње доспели на острво у периоду 1771−1787, а у дивљини данас живи само једно веће крдо на североистоку острва, са око 2.500 хиљаде јединки. Најраширенији копнени сисари данас су ипак глодари, и то шумски миш (Apodemus sylvaticus), који је законом заштићена дивља врста, те врсте које живе у људским насељима − кућни миш (Mus musculus), смеђи пацов (Rattus norvegicus) и црни пацов (Rattus rattus).
Све домаће животиње увезене су из Европе и током времена развиле су се у посебне подврсте. Најзаступљеније међу њима су исландска овца, исландско говече, исландска коза, исландски коњ и исландски овчарски пас.
- Исландски коњ
- Исландска овца
- Исландска коза
- Исландски овчар
- Арктички соко
- Америчка видрица

Орнитофауна Исланда је доста богата и регистроване су 72 врсте птица које се сматрају аутохтоним, а још око 20 врста повремено борави на том подручју. 
Међу предаторским птицама ту обитавају арктички соко (Falco rusticolus), мали соко (Falco columbarius) и орао белорепан (Haliaeetus albicilla), који се са свега 40 парова сматра угроженом врстом, ритска сова (Asio flammeus) и снежна сова (Nyctea scandiaca). На острву живи око 16 врста патки — пловка кашикара (Anas clypeata), ћубаста патка (Aythya fuligula), риђоглава патка (Aythya ferina) — гуске (арлекинка се гнезди само на овом подручју изван Северне Америке), галебови — сребрнасти галеб (Larus argentatus), сиви галеб (Larus canus), чворак (Sturnus vulgaris). Готово половина светске популације великих поморника (Stercorarius skua) обитава на Исланду. Међу морским птицама бројношћу се издвајају  оштрокљуна њорка (Alca torda), блуна (Sula bassana) и арктичка чигра (Sterna paradisaea).
Једна од аутохтоних врста Исланда била је и велика њорка (Pinguinus impennis) која је на том подручју последњи пут виђена 1844, а данас се сматра изумрлом врстом. Са Исланда су нестали и барски петлован (Rallus aquaticus) и мала њорка (Alle alle).
На Исланду је регистровано 1.266 врста бескичмењака, а најбројнији међу њима су инсекти из реда двокрилаца. На Исланду не обитава ни једна врста водоземаца и гмизаваца.
Ихтиофауну чини пет врста аутохтоних слатководних риба које живе и мресте се у исландским рекама и језерима. Најраширенији, и комерцијално најважнији међу њима, је атлантски лосос (Salmo salar) који обитава у више од 80 исландских водотока, те поточна пастрмка (Salmo trutta), језерска златовчица (Salvelinus alpinus), европска јегуља (Anguilla anguilla), тротрни грегорац (Gasterosteus aculeatus), док је дужичаста пастрмка (Oncorhynchus myskiss) као комерцијална врста случајно доспела у дивља станишта.
Захваљујући топлих и хладним морским струјама које теку око обала Исланда, маритимни живи свет у том делу атлантске акваторије је веома богат и разноврстан, а полазну основу за ту биолошку разноврсност даје обиље фитопланктона и зоопланктона који представљају основну храну за многе маринске организме. У исландским водама живи око 4.000 врста морских бескичмењака, а међу њима су посебно бројни дупљари (медузе, морске сасе), мекушци, ракови, многочекињасти црви и бодљокошци. Присутне су и протозое и сунђери.
У исландским водама је регистровано постојање око 270 врста риба, од чега се 150 врста мрести у овим водама, а свега неколико врста је арктичког или субарктичког порекла. Међу демерсалним рибама најбројније су бакалар, Melanogrammus aeglefinus, црвени смуђ (Sebastes marinus) и иверак (Pleuronectes platessa).
Од морских сисара, у исландским водама обитавају обична фока (Phoca vitulina) и сива фока (Halichoerus grypus). Ту живи и најмање седам врста зубатих китова — обична уљешура, паткаста уљешура (Hyperoodon ampullatus), орка (Orcinus orca), црни делфин (Globicephala melas), белокљуни делфин (Lagenorhynchus albirostris), атлантски белобоки делфин (Lagenorhynchus acutus) и морска свиња (Phocoena phocoena), те око пет врста китова усана (Mysticeti) — плави кит (Balaenoptera musculus), кит перајар (Balaenoptera physalus), сеј (Balaenoptera borealis), мали усан (Balaenoptera acutorostrata) и грбави кит (Megaptera novaeangliae).
- Изумрла велика њорка
- Сива фока
- Црни делфин или гринд
- Атлантски белобоки делфин
- Грбави кит
- Уљешура

### Заштићена природна подручја
У складу са Законом о заштити природе, заштићена природна добра Исланда се деле у следеће категорије: национални паркови, резервати природе, споменици природе, државни паркови и подручја специјалне заштите. Основни циљ формирања заштићених подручја је заштита биљних и животињских врста и њихових станишта и обнова природних екосистема одређених подручја. На територији целе земље тренутно постоји укупно 96 заштићених локалитета, а под строгом заштитом је територија површине преко 19.500 km² (око 20% државне територије), што је знатно више у односу на 533 km² и 8 локалитета, колико је било 1970. године. Према подацима из 2020, површине под заштитом државе су повећане на 26.000 km², што чини око четввртину укупне државне територије.
Од 2008. на Исланду постоје 3 национална парка — Ватнајекидл и Снајфелсјекидл се налазе под директном управом Министарства за екологију и природне ресурсе, док националним парком Тингвелир управља директно премијер државе. Године 2008. националном парку Ватнајекидл су присаједињена и подручја некадашњих паркова Скафтаведсл и Јекилсаурглјивир. Тингвелир и Ватна се уједно налазе и на листи Светске баштине Унеска.
Нека од заштићених водених станишта, попут долине реке Тјоурсау, језера Миватн и локалитета Гринафјердир се налазе на листама Рамсарских заштићених екосистема.
| Тип заштите              | Број | површина у хектарима |
| ------------------------ | ---- | -------------------- |
| Национални паркови       | 3    | 1.145.000            |
| Резервати природе        | 38   | 327.000              |
| Споменици природе        | 35   | 29.000               |
| Државни паркови          | 16   | 42.000               |
| Подручја посебне заштите | 3    | 427.000              |
| Природно станиште        | 1    | 1.744                |
| Укупно                   | 96   | 1.971.744            |

| Слика | Име               | Локација           | Оснивање   | Површина   |
| ----- | ----------------- | ------------------ | ---------- | ---------- |
|       | НП Снајфелсјекидл | Западни Исланд     | 2001.      | 170 km²    |
|       | Ватнајекидл       | Југоисточни Исланд | 2008.      | 13.952 km² |
|       | Јекилсаурглјивир* | Северни Исланд     | 1973−2008. | 150 km²    |
|       | Скафтаведл*       | Јужни Исланд       | 1967−2008. | 4.807 km²  |
|       | Тингвелир         | Јужни Исланд       | 1930.      | 92,7 km²   |

## Историја

### Откриће и насељавање (870−930)
Први писани извори о земљи која би се могла односити на савремени Исланд, датирају из периода између 330. и 320. године пре нове ере, и односе се на путовања масалијског путописца Питеја по северном Атлантику. У путопису О Океану (грч. Τὰ περὶ τοῦ Ὠκεανοῦ), Питеј пише о „богатој земљи на северу са обиљем млека, меда и разног воћа” коју је назвао Тула (грч. Θούλη). Иако су током археолошких истраживања на острву пронађене римске кованице из 3. века, није јасно да ли су на то подручје доспеле у том периоду, или су на острво накнадно донете вековима касније.</ref> Самим тим је и непознат тачан датум првобитног открића и насељавања острва.
Ирски монах и географ Дикуил, који је живео у 9. веку, писао је у свом делу Liber de Mensura Orbis Terrae о Исланду, наводећи да су ирски монаси  били први који су населили острво, много пре доласка првих Викинга. Присуство ирских монаха помиње се и у Књизи о насељавању (исл. Landnámabók) написаној током 1100-их. Према том извору, хришћански монаси који су означени као Папари напустили су острво непосредно пре, или након доласка првих скандинавских досељеника, оставивши иза себе бројне материјалне доказе као сведоке њиховог присуства (црквене књиге, звона, крстове). О присуству Папара на Исланду пише и средњовековни исландски хроничар Ари Торгилсон у свом делу Íslendingabók (Књига о Исланђанима; 1122−1133). Савремена археолошка истраживања на локалитету Хабнир на Рејкјанском полуострву, потврдила су постојање људског боравишта које је напуштено у периоду између 770. и 880. године, што је директан доказ о присуству људи на острву и пре 874. године.
Према Књизи о насељавању, први човек који је открио Исланд је био нордијски викинг по имену Надод који је током 860-их на свом путу из Норвешке ка Фарским острвима, где је намеравао да се настани, залутао и ношен морским струјама отпловио далеко на север, до „нове земље” коју је назвао Снежном земљом (исл. Snæland). У истој деценији, и на исти начин, до обала Исланда је допловио и шведски викинг Гардар Сваварсон који је на острву провео зиму, на месту данашњег Хусавика. Новооткривену земљу је Сваварсон прозвао Гардаровим острвом (исл. Garðarshólmi). Први нордијац који је циљано допловио до Исланда и дао детаљније описе тих подручја био је Флоуки Вилгјердарсон (вероватно око 868. године) који је вероватно презимио на северозападу острва, на подручју познатом као Бардастренд.
Као први стални становници острва помињу се норвешки књаз Ингоулфир Арнарсон и његова жена Халвеига Фроудадоутир који су се населили на подручју данашњег Рејкјавика око 874, а постојање насеља из тог периода потврдили су и археолошки налази. Према неким сагама Арнарсон није био први стални становник острва, пошто се неколико година пре њега на острву настанио један од морнара из експедиције Гардара Сваварсона по имену Наутфари, који је заједно са једним робом и једном женом побегао од свога господара приликом њиховог повратка у Норвешку, и остао на Исланду. У наредних неколико деценија велики број насељеника долази на Исланд населивши се на свим, за живот погодним, локацијама на острву, а већина придошлица су били норвешког, ирског или шкотског порекла. Према Сагама о Исланђанима Ирци и Шкоти су на острво долазили углавном као робови локалних нордијских књажева. Током 10. века исландски викинзи доспевају до обала Гренланда, а под вођством Лејфа Ериксона и до обала Њуфаундланда где оснивају колонију Винланд, о чему пишу Винландске саге.

### Средњовековна исландска држава и покрштавање (930−1262)
Године 930. на локалитету Тингвелир су се по први пут састали сви локални књазови и тада је основана народна скупштина Алтинг (исл. Alþingi). Скупштина се од тада састајала једном годишње, у лето, а њени изабрани представници годи (у множини годар; godi, goðar) су предлагали и усвајали законе и решавали разне спорове. Скупштином је управљао законочувар (lǫgsǫgumaðr) који се бирао на три године и његов основни задатак је био да памти усвојене законе и одлуке који су се у то време преносили усменим путем. Оснивање парламента уједно је значило и стварање прве државне заједнице на острву, у историографији познате као Исландска слободна држава.
У првим деценијама постојања исландске државе долази и до првих мањих сукоба на религијској основи, између пагана који су поштовали стара нордијска божанства (најпоштованији су били Один, Тор, Фрејр и Фреја) и оних који су примили хришћанство. Како су сукоби између супротстављених верских група претили да прерасту у грађански рат, Алтинг је 1000. године овластио тадашњег законочувара Торгјеира Торкелсона, да донесе одлуку о званичној религији. Торгерсон је одлучио да цела земља треба да прими хришћанство, али је и даље било дозвољено поштовање старих богова. За првог исландског биксупа је 1056. именован Ислејвир Гјисирарсон (1056–1080).
Током XI и 12. века долази до централизације власти, а до тада значајна независност коју су уживали локални фармери и књазови уступа место растућој моћи неколицине кланова и њихових вођа, што доводи до значајног урушавања институција заједнице. Ривалитети између водећих кланова прелазе у оружане окршаје, а сукоби попримају размере грађанског рата. Године 1220. вођа најмоћнијег клана на острву Снори Стиртлисон (клан Стиртлисона) постао је вазал норвешког краља Хокона IV који је настојао да прошири своју власт на Исланд. Његову одлуку потврдио је 1235. и његов нећак Стирла Сигкватсон, који је нешто раније преузео улогу вође породичног клана, што је довело до директног оружаног сукоба са осталим клановима. Иако је клан Стиртлисона изгубио свој утицај након великог пораза у Бици код Ертлгстадира (одржаној 21. августа 1238), цео тај период међукланских сукоба између 1220. и 1264. означен је као Доба Стиртлинга (исл. Sturlungaöld), а детаљно је описан у Стиртлиншким сагама. Вишедеценијски сукоби окончани су потписивањем  уговора о Старом савезу (исл. Gamli sáttmáli) којим су се сви исландски кланови обавезали на лојалност норвешкој круни, чиме је Исландска слободна држава након више од три века постојања престала да постоји.

### Период норвешке владавине (1262−1380)
Током првих деценија норвешке власти Исланђани су успели да задрже знатан степен самосталности, а Алтинг је и даље имао сву законодавну и судску власт на острву. Уведени су порези у виду десетине које су власници земље били у обавези да плаћају Круни, док је значајан део тих пореза ишао црквеним властима, посебно бискупима у Скаулхолту и Хоулару чије бискупије су добиле и знатне земљишне поседе. Уведен је и посебан облик кметства познат као „вистарбанд” (исл. Vistarbandið) по којем су сви они који нису били власници земље били у обавези да годину дана раде на неком од постојећих сеоских имања.
Почетком 14. века на подручју северног Атланктика дошло је до осетнијег погоршања временских прилика (феномен познат као „Мало ледено доба”), што се, у комбинацији са три разорне ерупције вулкана Лаки (1300, 1341. и 1389), негативно одразило на ионако скромну и ограничену пољопривреду. Усеви јечма, који је био главна житарица, су готово пропали, а некадашњи ратари су се све више окретали риболову и трговини бакаларом.

### Данска управа (1380−1918)
Норвешка власт на острву је окончана са смрћу краља Улава IV 1380, а Исланд постаје делом Данске, односно нешто касније Калмарске уније. Данска круна у том периоду није посвећивала значајнију пажњу некадашњим норвешким прекоморским територијама, посебно Исланду и Гренланду који су били готово препуштени себи. Гренландска колонија је тако потпуно нестала до 1500, а Исланд је био честа мета пиратских напада. Турски пирати су током 1627. у неколико наврата упадали на острво заробивши између 400 и 900 Исланђана које су потом продали као робље. Тај догађај је у исландској историографији остао записан као Турске отмице (исл. Tyrkjaránið).
Током 15. века Исланд постаје интересантно подручје за енглеске трговце и рибаре, Енглеска постаје главни економски партнер, због чега се цео тај век у исландској историографији назива „енглеском епохом”. Енглеске трговце током 16. века замењују немачки који су се највише базирали на трговини исландском рибом.
Дански краљ Кристијан III је 1536. прекинуо све односе са католичком црквом, успоставивши засебну Данску цркву чије деловање је засновано на протестантизму и учењима Мартина Лутера. Већ наредне године, Лутеранизам као религија је успостављен на територији Норвешке, а 1540. и Фарских острва. Реформација на Исланду наишла је на жесток отпор тадашњих католичких бискупа Скаулхолта (Егминдир Паулсон) и Хоулара (Јоун Арасон), који су поред црквене контролисали и значајан део политичке власти. У пролеће 1541. данска војска је упала на Исланд и заробила бискупа Егминдира, који је годину дана касније умро у данском затвору, а на његово место је постављен Гјисир Ејнарсон који је тако постао првим званичним лутеранским бискупом Исланда. Арасон је успешно одолевао притисцима готово целу деценију, а званично је свргнут након пораза у Бици код Сејдафелда 1550, чиме је Лутеранизам постао једина званична религија на Исланду, католичанство је стављено ван закона, а сва дотадашња црквена имовина је секуларизована.
Године 1602, у складу са тада актуелном меркантилистичком политиком, данске власти проглашавају монопол на трговину са Исландом, који је уређен бројним законским актима у склопу договора познатог као Данско-исландски трговински монопол (исл. Einokunarverslunin). Трговина на острву се одвијала преко 20 (касније 25) трговачких станица којима су управљали дански трговци, уз обавезу немешања у остале привредне и политичке активности на острву. Сва трговина даље се одвијала преко Копенхагена. Дански трговачки монопол на Исланду био је активан све до 1786. године.
Године 1783. догодила се једна од најразорнијих вулканских ерупција на Исланду, када је вулкан Лаки избацио око 15 км³ лаве, током саме ерупције страдало је више од 9.000 људи и уништено је преко 80% сточног фонда, а велика глад која је уследила током наредних година довела је до смрти готово четвртине исландске популације. Móðuharðindin or "Mist Hardships".

### Покрет за независност и аутономија
Током 19. века због лоших привредних и климатских услова долази до све интензивнијих миграција са острва, посебно ка Северној Америци, и тада је у канадској Манитоби формирана значајна исландска заједница, са седиштем у граду Гимлију. У истом периоду међу исландским интелектуалцима и омладином долази до значајнијег буђења националне свести, инспирисаним романтичним националистичким идејама из континенталне Европе. Група исландских студената је у Копенхагену 1835. покренула часопис на исландском језику Фјелнир (исл. Fjölnir) који је објављивао приче и песме на исландском језику, подржавајући национално буђење. Покрет за независност Исланда (исл. Sjálfstæðisbarátta Íslendinga) је значајно ојачао под водством Јоуна Сигирдсона који је у периоду 1875-1877. обављао функцију председника Алтинга, чији рад је обновљен 1843. године.
Године 1874, на хиљадугодишњицу од оснивања првог насеља, Данска је Исланду омогућила висок степен аутономије, која је додатно проширена 1904. године. Основано је посебно „Министарство за исландска питања” чије седиште је након уставних реформи из 1904. пресељено из Копенхагена у Рејкјавик, а његова надлежност пребачена на Алтинг. За првог министра реформисаног министарства постављен је Ханес Хафстејн.

### Први светски рат и Краљевина Исланд
Привредни напредак до којег је дошло током прве деценије 20. века потпуно је заустављен током Првог светског рата, иако је Исланд као део Данске током рата званично био неутралан. Трговина са Британијом је током трајања рата била један од најважнијих извора прихода. У покушају да спрече Исланђане да индиректно тргују са Немцима, Британци су наметнули скупа и дуготрајна ограничења за исландски извоз који иде у нордијске земље. Односи са Данском су током рата били готово потпуно прекинути и Исланд је у том периоду деловао као фактички независна земља.
Иако није директно учествовао у рату, на страни Савезника се борило око 1.200 исландских војника (углавном у редовима Америчке и Канадске војске), а 144 војника су погинула.
Убрзо по окончању рата, 1. децембра 1918. на снагу је ступио „Данско-исландски споразум о уједињењу” (исл. Sambandslögin) којим је основана Краљевина Исланд, независна држава у персоналној унији са Краљевином Данском, са данским монархом као шефом државе. У складу са одредбама споразума, Исланд је добио властиту заставу, проглашена је војна неутралност, а централна власт у Копенхагену је била задужена за безбедност и спољну политику. Уговор је временски био ограничен на период од 22 године (до 1940), након чега је предвиђена његова ревизија или укидање, у зависности од тренутне политичке ситуације.
Велика депресија које је током 1930-их довела до привредног слома многим западних економија, негативно се одразила и на Исланд чија спољна трговина је претрпела огромне губитке. Вредност извоза је током прве две године кризе пала за готово 40%, а додатни економски ударац исландска привреда је доживела након 1936. и избијања Шпанског грађанског рата, због чега је извоз усољене рибе као главног извозног производа опао за додатних 50%. Да би спречила банкрот земље, Влада је директно преко државних банака регулисала увоз робе из иностранства, државне банке су добиле монопол на међународну трговину, а кредити за привреду су додељивани искључиво из државних фондова. Период рецесије трајао је све до завршетка Другог светског рата 1945. године.

### Други светски рат и проглашење независности
Настојећи да сачува војну неутралност, али и потенцијалне конфронтације са британским властима, исландска влада је у предвечерје Другог светског рата забранила немачким цивилним авионима слетање на своје аеродроме, након избијања рата у септембру онемогућен је приступ и немачким трговачким бродовима, а недуго потом је одбијена и британска понуда о војној заштити. Физичке везе Рејкјавика са Копенхагеном су прекинуте након што су трупе Вермахта извршиле инвазију на Данску 9. априла 1940. године. Већ дан касније, 10. априла, Алтинг је привремено преузео контролу над спољним пословима и одбраном земље, а на место привременог гувернера постављен је Свејдн Бјертнсон чиме је Исланд de facto постао потпуно независна земља, иако су све донесене мере имале привремени карактер, а надлежности су требале да буду враћене Данској круни након окончања рата. Британија и Сједињене Државе су недуго потом успоставиле пуне дипломатске односе са исландском владом.
Да би спречила потенцијалну немачку експанзију на острво, која се након капитулације Норвешке у априлу 1940, чинила извесном, Велика Британија је 10. маја 1940. започела Операцију Форк упловивши са својим ратним бродовима, прво у луку у Рејкјавику, а потом и у све значајније исландске луке. Тај догађај је уједно означио и почетак савезничке окупације острва. Иако је исландска влада оштро протестовала, означивши сам догађај као пример флагрантног кршења исландске неутралности, сам премијер Херман Јоунасон је позвао сународнике на суздржаност. Након свега пар недеља, на острву је било стационирано више од 25.000 британских војника.
Током јула 1941. британску војску су замениле америчке трупе, које су у складу са исландско-америчким споразумом, биле задужене за безбедност државе током рата. У америчким базама на острву се налазило око 40.000 америчких војника, што је превазилазило укупан број свих пунолетних исландских мушкараца.
Британско-америчка окупација и присуство великог броја страних војника, али и чињеница да током рата Исланд није био на директном удару војних дејстава, позитивно се одразило на исландску привреду. Незапосленост је скоро сведена на нулу, што је довело и до знатнијег раста бруто друштвеног производа. Исланд се током Другог светског рата трансформисао из сиромашне пољопривредне земље у једну од најздравијих светских економија, остваривши историјски максимум девизних резерви у страним банкама.
Према званичним подацима, током рата је смртно страдало укупно 159 Исланђана, већином на рибарским и трговачким бродовима који су били мете напада немачких подморница и авијације.

### Независност и модерна историја
Акт о уједињењу са Данском  из 1918. званично је истекао 31. децембра 1943, након 25 година важења. На референдуму који је одржан у периоду 20−23. мај 1944. грађани су се са већином од 98% одлучили за поништавање уговора о персоналној унији са Данском и за успоставу независне републике. Сходно резултатима референдума, Алтинг је 17. јуна 1944. званично прогласио независну Исландску републику, а за првог председника већином гласова је изабран дотадашњи регент Свејдн Бјертнсон. Амерички председник Френклин Рузвелт је истог дана званично признао независност Исланда.  Иако такав развој догађаја није наишао на позитивне реакције у још увек окупираној Данској, краљ Кристијан X је прихватио резултате референдума и упутио честитке исландском народу.
Интензивнијем привредном напретку у првим годинама независности умногоме су допринела и значајна финансијска средства из америчког Маршаловог плана за обнову која су искориштена за потпуну модернизацију рибарске флоте, изградњу капацитета за прераду рибе, погона за производњу цемента и вештачких ђубрива, и уопште за модернизацију свих сектора пољопривредне производње. У октобру 1946. поништен је уговор којим су Сједињене Државе током рата биле задужене за безбедност Исланда, уз могућност за потенцијалну обнову америчког војног присуства уколико буде било потребе за тим.
Упркос званичној државној политици заснованој на војној неутралности, Исланд је 30. марта 1949. постао члан НАТО пакта као једна од земаља оснивача, уз клаузулу о неучествовању у директним војним акцијама против других земаља. Директно америчко војно присуство на острву је ревитализовано уговором од 5. маја 1951. чиме су Сједињене Државе поново преузеле бригу о безбедности земље. Седиште америчке војске била је војна база у Кеблавику.
Средином и у другој половини 20. века исландска рибарска индустрија је знатно напредовала, а ширење ексклузивне економске зоне у међународним водама за последицу је имало неколико директних сукоба са Великом Британијом, који су у историографији забележени као Бакаларски ратови (исл. Þorskastríðin, енгл. Cod Wars). Тако је у периоду од 1952. до 1976. Исланд проширио своје територијалне воде са почетне 3 наутичке миље на чак 200 наутичких миља. У три последња (од укупно 4) „бакаларска рата” долазило је до директних сукоба између исландске обалске страже и британских рибарских бродова. Исланд је у сва четири наврата излазио као победник захваљујући директној подршци Сједињених Држава, које су на тај начин покушале да спрече излазак Исланда из НАТО чланства у јеку Хладног рата.
Године 1991. извршена је интензивнија либерализација тржишта праћена приватизацијом бројних компанија у дотадашњем државном власништву, што је довело до стабилизације економских прилика у земљи и смиривања хроничне инфлације. Три године касније Исланд је постао пуноправним чланом Европске економске заједнице.
Америчка војна база у Кеблавику је потпуно затворена у септембру 2016. године.
Током 2008. исландска привреда је ушла у рецесију, која је за последицу имала потпуни колапс банкарског система, због чега је држава била принуђена да се задужује код Међународног монетарног фонда и финансијских институција других земаља. Широм земље дошло је до масовних протеста који су довели до пада владе Гјејра Хардеа. На место новог шефа владе постављена је Јоухана Сигурдардоутир, прва жена на тој позицији у историји Исланда и прва жена отворене хомосексуалне оријентације на високој позицији у светској политици. Колапс банкарског система довео је до бројних спорова са Великом Британијом и Холандијом чије власти су инсистирале од Исланда да исплати британске и холандске штедише који су изгубили свој новац током кризе. Једна од последица финансијске кризе су биле и масовне миграције становника са Исланда у треће земље, а само 2009. иселило се преко 5.000 становника, што се сматра највећом имиграцијом после 1887. године. Влада Јоухане Сигурдардоутир је оштрим мерама успела да стабилизује економске прилике у земљи, што је већ 2012. довело до раста од око 1,6% (што је био први раст од 2008. и почетка кризе). Усред економске кризе, Алтинг је поднео званичан захтев за чланство Исланда у Европској унији (званична апликација је поднета 17. јула 2009. год.). Међутим, нова влада је 13. септембра 2013. замрзнула апликацију о чланству, а 2015. је министар спољних послова Гунар Брагји Свејнсон и званично повукао кандидатуру за чланство.
У пролеће 2020. Исланд је захватила пандемија вируса ковид-19 у којој је заражено више од 1.800 особа, а најмање 12 особа је преминуло од последица заразе.

## Становништво
Према историјским изворима, прво стално насеље на Исланду основано је 874. године на подручју данашњег Рејкјавика од стране норвешког племића Ингоулвира Арнарсона. Од тог периода почиње интензивније насељавање острва. Генеаолошки гледано, основу исландске популације у првом валу насељавања током 9. века чинили су Нордијци (данашњи Норвежани) и Гели из Ирске и северних делова Шкотске. Према ДНК налазима готово 70% мушких досељеника је било нордијског порекла, док је око 60% жена имало келтско порекло. Гелска популација на острво је углавном довођена присилно као робље. У првим вековима након иницијелног насељавања острва, па све до средине 19. века, број становника се кретао углавном између 30.000 и 80.000 људи. У истом периоду неретко је долазило до наглих и драстичних промена у броју становника, а које су проузроковале разне природне катастрофе и болести, попут екстремно хладних зима, вулканских ерупција и епидемија бубонске куге. Тако је у периоду између 1500. и 1804. забележено чак 37 периода масовне глади која је девастирала локалну полулацију.
Званичне демографске статистике на Исланду се воде од 1703. када је одржан и први свеобухватни попис становништва на острву, и тада је пописано 50.358 особа. Након неколико разорних вулканских ерупција вулкана Лаки током 1783/84. број становника је опао на испод 40.000, што је био најмањи број од почетка вођења званичних статистика. Од средине 19. века долази до константног повећања квалитета живота, што за последицу има сталан и стабилан раст популције. Са стопом фертилитета од 2,1 Исланд је једна од ретких европских земаља чији природни прираштај гарантује стабилан раст популације на дужи период (просечно за 0,93% на годишњем нивоу). Број становника Исланда је по први пут премашио бројку од 100.000 људи у периоду између два светска рата, док је према резултатима пописа из 2020. број становника био нешто преко 354.000 људи. 
Основу популације Исланда чине Исланђани, народ нордијског порекла који чини око 80% од укупне популације у држави. Пре 1990-их година на Исланд се досељавало занемарљиво мало особа из других делова света, и углвном су то биле особе из осталих нордијских земаља (претежно Данци и Норвежани), па су тако према статистикама из 1900. највећу мањинску заједницу у земљи чинили Данци са уделом у укупној популацији од свега 1%. Средином 1990-их чак 95% становника су били етнички Исланђани, док је свега око 2% популације чинила прва генерација имиграната.  Након што је Исланд 1994. постао чланом јединственог Европског економског простора, односно чланом Шенгенске зоне 2001, дошло је до појачаног прилива радне снаге из трећих земаља. Број имиграната прве генерације се до 2017. повећао на 10,6%, а највећа мањинска заједница постају Пољаци са уделом од неких 6% у укупној популацији (22.000 особа). Међу веће мањинске заједнице убрајају се још Данци, Украјинци, Литванци и Румуни, сви са уделом од по 1% у укупној популацији. 
Према званичним статистичким подацима за 2024, на Исланду је живело 606 грађана пореклом из Србије, док је број говорника српског језика знатно већи (према неким проценама преко 2000 особа користи српски као матерњи јњзик). Срспки културни центар на Исланду је основан 2016. у Рејкјавику, а у склопу центра од 27. јануара 2024. ради и српска школа.
Са просечном густином насељености од свега 3,78 становника по квадратном километру (подаци за 2025), Исланд је једна од најређе насељених земаља на свету, и по том параметру налази се тек на 235. месту међу државама и територијама света. Најгушће насељени део земље је крајњи југозапад, где је смештен и главни град Рејкјавик, а где на територији која чини свега 2% површине државе живи више од 70% укупне популације.  
Први већи емиграциони талас са Исланда десио се крајем 10. века када је група од око 500 Исланђана предвођена Ериком Црвеним напустила острво, трајно се населивши на суседном Гренланду. Ова исландска колонија која је с временом порасла на 5000 људи одржала се све до 1500. године, када су потпуно ишчезли са тог подручја на Гренланду. И у наредним вековима исландска емиграција је углавном била усмерена ка Северној Америци. Интензивније исељавање у правцу Сједињених Држава и Канаде започело је током 1870-их година, и у том периоду је основан градић Гимли у канадској провинцији Манитоби. Гимли је и данас највеће исландско насеље на свету ван Исланда. Према канадским статистичким подацима из 2021. у тој држави данас живи преко 100.000 људи исландског порекла, док се у Сједињеним Државама по попису из 2000. око 40.000 људи изјаснило као Исландски Американци.
У периоду између 1870. и 1914. са Исланда се у Северну Америку иселило око 17.000 људи, што је чинило готово 20% популацие у том периоду. 
- Популациона пиремида према подацима за 2020.
- Животни век на Исланду у периоду 1838—2021.
- Популациона крива за период 1703—2017.

### Језици Исланда
Званични језик на Исланду је исландски, језик који припада подгрупи северногерманских језика индоевропске језичке породице, најближи западном дијалекту старонордијског језика. Сматра се једним од „најчишћих” германских језика јер је у великој мери задржао аутохтони облик и најмање је подложан страним утицајима. Уместо усвајања туђица национални језички комитет подржава и охрабрује обогаћивање језика новим речима. Исландски језик је једини живи језик који користи рунско слово Þ (торн). Најближи језички сродник исландског језика је ферјарски језик. Званичан језик за глуве особе је исландски знаковни језик, коме је 2011. признат статус мањинског језика. Исландски је матерњи језик за око 93,2% становништва, док исландски знаковни језик као први језик користи око 300 особа. Дански језик има незваничан статус мањинског језика иако њиме говори тек 0,3% становника, а иако је обавезан предмет у школама раширен је углавном међу старијом популацијом. Исландско законодавство не познаје појам званичног мањинског језика.
Поред исландског, енглески језик је други најраспрострањенији говорни језик и активно га говори чак 98% становништва. И енглески језик се поред исландског и данског такође изучава у школама као обавезан предмет.

### Исландска презимена
У исландској традицији не постоје традиционална породична презимена која се преносе са колена на колено, већ се презиме формира на основу имена оца (патронимија), односно мајке (матронимија) новорођеног детета. Презиме детета се формира тако што се првом имену оца или мајке у генитиву дода наставак -son за мушко дете (у преводу син), односно -dóttir за женско дете (у преводу кћер). Пошто исландски закон званично признаје и небинарност као родно неутралнои пол, дозвољено је у презимену користити суфикс -bur који се дословно преводи као „дете, потомак”.
Мушкарац по имену Сигирдир (Sigurður), чији је отац Гинар (Gunnar), зове се Сигирдир Гинарсон (Sigurður Gunnarsson, дословно Сигурд Гунаров син), а његова сестра је Гвидрун Сигирдирдоутир (Гвидрун Сигурдова кћи). Ако се користи матроним, а мајка му се зове Свава (Svafa), онда ће он бити Сигирдир Сваварсон (Sigurður Svafarsson, Сигурд Свавин син), а његова сестра Гвидрун Свавардоутир (Гвидрун Свавина кћи). У случају неутралног родног идентитета поменуте особе би се звале Сигирдир Гинарбир (Сваварбир) и Гвидрун Сигирдирбир (Сваварбир). Кориштење патронима (матронима) на Исланду је регулисано у породичном закону, а изузетак од правила су једино особе које су користиле породична презимена пре 1913, што чини око 10% популације. До 1925. било је дозвољено особама да одаберу наследно породично презиме, након чега је то постало илегално. Ту могућност је својевремено искористио исландски књижевник и нобеловац Халдоур Лакснес, који иако рођен под именом Халдоур Гвидјоунсон за своје породично наследно презиме узима Лакснес.
Свако лично име новорођеног детета мора бити у складу са важећим прописима Исландског језичког комитета, што значи да лично има мора бити у одговарајућем роду и да мора бити у складу са стандардима исландског језика. По новом закону из 2019, а у вези са законским признавањем неутралног рода, дечија имена нису у обавези да следе родну припадност (женском детету се може дати лично име које је у мушком роду, и обрнуто). 
На Исланду сви именици почињу са личним именима. Како у већини земаља не постоји правна могућност да се новорођена деца именују на овај начин, деце се уписују под постојећим очевим (односно мајчиним) презименом.

### Највећи градови
| Рејкјавик Коупавогир | 1.  | Рејкјавик     | Рејкјавик          | 120.165 | Хабнарфјердир Акирејри |
| Рејкјавик Коупавогир | 2.  | Коупавогир    | Рејкјавик          | 30.401  | Хабнарфјердир Акирејри |
| Рејкјавик Коупавогир | 3.  | Хабнарфјердир | Рејкјавик          | 26.031  | Хабнарфјердир Акирејри |
| Рејкјавик Коупавогир | 4.  | Акирејри      | Нордиртланд Ејстра | 17.481  | Хабнарфјердир Акирејри |
| Рејкјавик Коупавогир | 5.  | Рејкјанесбајр | Сидирнес           | 14.099  | Хабнарфјердир Акирејри |
| Рејкјавик Коупавогир | 6.  | Гардабајр     | Рејкјавик          | 10.584  | Хабнарфјердир Акирејри |
| Рејкјавик Коупавогир | 7.  | Мосфелсбајр   | Рејкјавик          | 8.517   | Хабнарфјердир Акирејри |
| Рејкјавик Коупавогир | 8.  | Арборг        | Сидиртланд         | 7.928   | Хабнарфјердир Акирејри |
| Рејкјавик Коупавогир | 9.  | Акранес       | Вестиртланд        | 6.630   | Хабнарфјердир Акирејри |
| Рејкјавик Коупавогир | 10. | Фјардабигд    | Ејстиртланд        | 4.736   | Хабнарфјердир Акирејри |

## Политика
Парламент, Алтинг основан је 1845, као саветодавно тело данскога краља. Ово се сматра поновним успостављањем скупштине основане 930, а суспендоване 1799. Тренутно има 63 члана, које становништво бира сваке четири године. Председник Исланда је углавном церемонијално звање, а он служи као дипломата, фигура и шеф државе. Председник владе тј. премијер заједно са својим кабинетом брине се за извршни део власти. Кабинет поставља председник, после општих избора; али овај процес се обично води између вођа политичких партија, који одлучују међусобно кроз разговоре о саставу кабинета. Само кад у вође партија нису у стању да се у разумном року договоре о саставу кабинета, председник користи ово овлашћење, и сам поставља кабинет. Ово се није догодило од кад је основана република, 1944, али 1942. је регент државе (Свеин Бјернсон, који је ту позицију добио у Алтхингу 1941) успоставио непарламентарну владу. Регент је у пракси имао позицију председника, и Свеин Бјернсон је у ствари постао први председник 1944. Исландске владе су скоро увек биле коалиције двеју или више партија, јер једна партија обично не освоји већину места у парламенту. Домет политичке моћи председниковог кабинета је предмет расправе међу исландским правницима; неколико одредаба устава изгледа да председнику дају одређена важна овлашћења, али друге одредбе и традиције говоре супротно.
Председник се бира сваке четири године (постављен 2004), кабинет се бира сваке четири године (2003) а и избори за градски савет се одржавају сваке четири године (последњи избори 2002).
Одлуком државних органа од 7. јануара 2013. године, држава из свог назива брише одредницу „република“.

## Административна подела

### Општине
У Исланду има 95 општина, које управљају углавном локалним питањима, као што су школе и превоз.

### Окрузи
Постоје 23 округа који углавном представљају историјску поделу. Тренутно је Исланд подељен у 26 магистрата који управљају локалном полицијом (осим у Рејкјавику, где постоји посебна канцеларија комесара полиције) и извршавају административне функције као што су проглашавање банкротства и венчавање људи изван цркава.

### Регије
Постоји 8 регија, које углавном служе за статистичке сврхе. Обласна судска јурисдикција такође користи ову поделу (њена старија верзија додуше).
| # | Српски назив                | Исландски назив            | Главни град    | Популација | Површина (km²) | Поп./km² |
| - | --------------------------- | -------------------------- | -------------- | ---------- | -------------- | -------- |
| 1 | Рејкјавик (регион)          | Höfuðborgarsvæði           | Рејкјавик      | 191 612    | 1 062          | 167.61   |
| 2 | Сидирнес (регион)           | Suðurnes, раније Reykjanes | Кеблавик       | 18 880     | 829            | 20.18    |
| 3 | Вестиртланд (регион)        | Vesturland                 | Акранес        | 15 025     | 9 554          | 1.51     |
| 4 | Вестфирдир (регион)         | Vestfirðir                 | Исафјердир     | 7 470      | 9 409          | 0.85     |
| 5 | Нордиртланд Вестра (регион) | Norðurland vestra          | Сејдауркроукир | 7 452      | 12 737         | 0.73     |
| 6 | Нордиртланд Ејстра (регион) | Norðurland eystra          | Акирејри       | 28 555     | 21 968         | 1.21     |
| 7 | Ејстиртланд (регион)        | Austurland                 | Егјилстадир    | 15 350     | 22 721         | 0.52     |
| 8 | Сидиртланд (регион)         | Suðurland                  | Селфос         | 22 917     | 24 526         | 0.87     |
|   | Укупно                      |                            |                | 307 261    | 102 928        | 2.78     |

### Бирачки окрузи
До 2003, бирачки окрузи за парламентарне изборе су били исти као и регије, али су амандмани уставу то променили у тренутних 6 бирачких округа. Ова измена је начињена како би се избалансирала „тежина“ различитих области земље, јер су гласови у мање насељеним зонама вредели више него гласови у Рејкјавику, на пример. Дебаланс између области је смањена новим системом, али и даље постоји.

## Војска
Република Исланд нема регуларне оружане снаге. Функције одбране врши НАТО база у Кефлавику, коју углавном попуњавају припадници америчке војске. Исланд има Обалску стражу (Landhelgisgæslan) и специјалну јединицу (Sérsveitin), која је позната под именом Víkingasveitin (Викиншки одред). Специјални одред је био под командом шефа рејкјавишке полиције, али је 2004. донет нови закон по коме се овај одред ставља директно под команду министра правде и цркве (тренутно Бјерн Бјарнасон). По овом новом закону, министар правде и цркве мора да постави националног шефа полиције, који контролише и управља исландском полицијом, укључујући и Викиншки одред.

## Религија
Исланђани уживају верске слободе које су уграђене у устав; ипак, црква и држава нису одвојени и Црква Исланда, лутеранско тело, је државна црква. Статистички подаци говоре о религиозној припадности грађана Исланда 2017. године:
- 67,22% су припадници Цркве Исланда
- 11,56% су припадници других хришћанских деноминација
- 11,29% се није изјаснило или се изјаснило да припада другим религијама
- 6,69% није припадало ниједној религији

Осталих 3,24% припада традиционалним исландским и германским веровањима.
Већина Исланђана је веома либерална у верским схватањима, и не посећују цркву редовно.

## Саобраћај
Исланд има висок ниво власништва аутомобила: 1 аутомобил на 1,5 становника. То је и главни облик превоза. Многи су напуштени у руралним подручјима. Исланд има укупно 13.034 km путева, од којих је 4.617 km асфалтираних и 8.338 km није. Исланд тренутно нема железницу. Садржи један комерцијални аеродром на који слећу многе како Европске тако и друге авио-компаније.

## Спорт
Популарни спортови на Исланду су фудбал, атлетика, рукомет и кошарка. Рукомет се често назива националним спортом. Највећи успех рукометне репрезентације је освајање сребрне медаље на Олимпијским играма 2008. у Пекингу.
Фудбалска репрезентација Исланда се квалификовала на Европско првенство у фудбалу 2016. Након изненађујуће победе против Енглеске у осмини финала, елиминисани су од домаћина Француске у четвртфиналу. Исландски национални фудбалски тим се једном квалификовао на завршни турнир Светског првенства и то 2018. у Русији.
Спортисти са Исланда су освојили четири медаље на Летњим олимпијским играма, по две сребрне и бронзане.